# Joe DeLoach
Joseph („Joe”) Nathaniel DeLoach (* 5. června 1967 Bay City, Texas) je bývalý americký atlet, sprinter, olympijský vítěz v běhu na 200 metrů z roku 1988.
Do světové sprinterské špičky se dostal během studia na University of Houston. V předolympijské americké kvalifikaci vyhrál běh na 200 metrů a zařadil se tak spolu s Carlem Lewisem mezi favority. Oba postoupili do olympijského finále v této disciplíně a obsadili zde 1. a 2. místo s tím, že Lewis skončil jako druhý a De Loach mu vítězstvím v novém olympijském rekordu 19,75 překazil obhajobu zlaté medaile z LOH v Los Angeles. V dalších sezónách už na tento úspěch nenavázal a po barcelonské olympiádě skončil s aktivní kariérou.